# Adrián Annus
Adrián Zsolt Annus [ˈɒdriaːn ʒolt ˈɒnːuʃ], född 28 juni 1973 i Szeged, är en ungersk släggkastare.

## Karriär
Adrián Annus första tränare var Géza Annus. År 1989 flyttade han till Szombathely. Han deltog i Olympiska sommarspelen 1996 i Atlanta, Olympiska sommarspelen 1992 i Barcelona och världsmästerskapet i Budapest år 1998. Hans resultatplacering har förbättrats mycket genom åren och i Friidrotts-VM 2003 i Paris slutade han på andra plats.

## Skandal
Annus vann guldmedalj i släggkastning i Olympiska sommarspelen 2004 i Aten, men vid en dopningskontroll visade sig provet vara positivt. Han tvingades lämna tillbaka sin medalj och hävdade senare att han blev ett "nervöst vrak" på grund av uppmärksamheten och mediebevakningen.